# ビースタイルスマートキャリア
株式会社ビースタイルスマートキャリア（b-style smartcareer Inc.）は、『しゅふJOB』や『スマートキャリア』などのブランド名で、人材派遣事業や人材紹介業、求人媒体の運営を行っている企業である。その他、フィールドワーク業務の委託やRPA事業などを展開。
本稿では、持株会社である株式会社ビースタイルホールディングスについても記述する。

## 沿革
- 2002年7月
  - 株式会社ビースタイル設立。
  - パート型人材派遣業を開始。（現：しゅふJOBスタッフィング）
- 2003年月
  - 業務分析ツールCOMPASS開発。主婦人材が活躍できるポジションを分析・提案する営業手法を確立。※後に人材サービス業界初のビジネスモデル特許を取得。
- 2004年7月
  - 大手上場企業の役職者（社長・役員）へのトップアプローチ営業を開始し、主婦人材活用の新しいスタンダードとなる導入実績を多数作ることに成功[独自研究?]。
- 2006年7月
  - MD（モチベーションデザイン）事業（動画制作事業）開始。（のちのHRA（ヒューマン・リソース・エージェント）事業）
- 2009年7月
  - 社会人インターン事業（Re-ing）開始。主婦領域ではない、採用の新しいスタンダードを作ることへのチャレンジを開始。
  - しゅふJOB求人媒体（しゅふJOBサーチ）事業開始。日本初[要出典]の主婦に特化した全国求人媒体をリリース。
- 2010年7月
  - HRA事業をMBOにて売却。（当時の事業部長が独立）
  - 在宅型人材サービス事業開始。働く場所にとらわれない次世代型の[大言壮語的]人材サービスを展開。
- 2011年7月
  - アウトソーシング事業開始。
- 2012年7月
  - しゅふJOBエグゼクティブ（現：『スマートキャリア（転職支援サービス）』）事業開始。日本初のハイキャリア層主婦に特化した雇用創出事業の取り組みを開始。
- 2013年7月
  - ソーシャルアクション事業部設立。社会問題の解決と事業拡大を推進する取り組み・アライアンスを開始。
  - 新しいスタンダードをつくる研究開発拠点『bstyle Open Lab』にて若者向けの実験的就職支援プロジェクト「ゆるい就職」を実施。
- 2014年7月
  - グループ会社「株式会社shift」設立。「これからの転職。」人材紹介転職支援事業、「これからのマネジメントアカデミー。」教育・研修事業を開始し、女性がライフステージの変化に合わせて働き続けられる社会の実現を目指す。
- 2015年7月
  - しゅふJOBエグゼクティブを、『時短エグゼ』としてリニューアル。
  - しゅふJOBサーチを『しゅふJOBパート』としてリニューアル。
  - Re-ing（社会人インターン）サービスを『キャリ・チェン』としてリニューアル。
- 2016年7月
  - 「働くママとその家族の健康な食生活を実現する」を理念に掲げ、グループ会社「ネオベジ株式会社」を設立。女性の就労支援だけでなく家庭のライフ面での支援に着手し、より多くの女性が活躍できる場の創造に取り組む。
  - 株式会社shiftをビースタイルに統合。「これからの転職。」へ事業統合。
- 2017年7月
  - 「時短エグゼ」を『スマートキャリア（転職支援サービス）』としてリニューアル。
- 2020年4月
  - 持株会社制に移行したと同時に、持株会社として株式会社ビースタイルホールディングスを設立。株式会社ビースタイルは株式会社ビースタイルスマートキャリアに商号変更。
- 2024年12月
  - 株式会社ビースタイルホールディングスが東京証券取引所グロース市場に上場[1]。

## テレビ番組
- 日経スペシャル カンブリア宮殿 眠れる"資源"を宝に変える！新ビジネスSP（2015年12月3日、テレビ東京）[4]